# سمیون آنتونوف
سمیون آنتونوف (روسی: Семён Сергеевич Антонов؛ زادهٔ ۱۸ ژوئیهٔ ۱۹۸۹) بازیکن بسکتبال اهل روسیه است.
وی در مسابقات کشوری و بین‌المللی در مجموع برندهٔ ۲ مدال برنز شده‌است.